# Chilobrachys andersoni
Chilobrachys andersoni là một loài nhện trong họ Theraphosidae.
Loài này thuộc chi Chilobrachys. Chilobrachys andersoni được Mary Agard Pocock miêu tả năm 1895.